# Юхары-Ходжамусахлы
Юхары-Ходжамусахлы (азерб. Yuxarı Xocamusaxlı), или Юхары-Ходжамсаглы (азерб. Yuxarı Xocamsaqlı) — село в одноимённом административно-территориальном округе Губадлинского района Азербайджана.

## История
По данным «Свода статистических данных о населении Закавказского края, извлеченных из посемейных списков 1886 года», в селе Ходжа-Мусахлу Дондарлинского сельского округа Зангезурского уезда Елизаветпольской губернии было 73 дыма и проживало 524 азербайджанца (в источнике — «татарина»), суннитского вероисповедания. Среди жителей села 72 человека являлись беками, пятеро принадлежали к духовенству, а остальные 447 являлись казёнными крестьянами.
В ходе Первой карабахской войны, в 1993 году село было занято армянскими вооружёнными силами, и до 2020 года находилось под контролем непризнанной НКР. После вооружённого конфликта, произошедшего осенью 2020 года, небольшие участки в Губадлинском и Зангеланском районах оставались под контролем армянской стороны. По словам премьер-министра Армении Никола Пашиняна, 9 ноября, во время подписания Второй карабахской войны стороны достигли «устного взаимопонимания» о том, чтобы «провести уточнение пограничных точек» на этих участках. В итоге, в декабре армянские войска «отступили на границу Советской Армении», и территории Губадлинского и Зангеланского районов полностью вернулись под контроль Азербайджана.

## Топонимика
Чтобы отличать это село от другого села Ходжамусахлы, данное село в прошлом называлось Мазитлы-Ходжамусахлы. Позже село Мазитлы-Ходжамусахлы было названо Юхары-Ходжамусахлы. Ходжамусахлы — это искажённый вариант произношения названия племени хаджаабуисхаклы, которое жило в Зангезуре.